# Channel V at the Hard Rock Live
Channel V at the Hard Rock Live è un album dal vivo del gruppo musicale statunitense Mr. Big, pubblicato nel 1996 dalla Atlantic Records.

## Tracce
1. Alive and Kickin' – 6:17
2. Green-Tinted Sixties Mind – 3:19
3. Where Do I Fit In? – 4:54
4. Jane Doe – 4:02
5. Goin' Where the Wind Blows – 5:10
6. Take a Walk – 3:40
7. Voodoo Kiss – 4:14
8. The Chain – 4:32
9. Wild World (cover di Cat Stevens) – 3:40
10. Take Cover – 5:54
11. To Be with You – 4:04
12. Daddy, Brother, Lover, Little Boy (The Electric Drill Song) – 4:08

Traccia bonus nell'edizione giapponese
1. 30 Days in the Hole (cover degli Humble Pie) – 4:28
2. Mr. Big (cover dei Free) – 4:30

## Formazione
- Eric Martin – voce
- Paul Gilbert – chitarre, cori
- Billy Sheehan – basso, cori
- Pat Torpey – batteria, cori